# Glenea maculicollis
Glenea maculicollis là một loài bọ cánh cứng trong họ Cerambycidae.